# جاکو فریمن
جاکو فریمن (انگلیسی: Jaakko Friman; ۱۳ ژانویهٔ ۱۹۰۴ – ۱۷ فوریهٔ ۱۹۸۷) اسکیت‌باز سرعت اهل فنلاند بود.